# Тшебичка (Сілезьке воєводство)
Тшебичка (пол. Trzebyczka) — село в Польщі, у гміні Лази Заверцянського повіту Сілезького воєводства.
Населення — 78 осіб (2011).
У 1975—1998 роках село належало до Катовицького воєводства.

## Географія
У селі бере початок річка Тшебичка.

## Демографія
Демографічна структура станом на 31 березня 2011 року:
|          | Загалом | Допрацездатний вік | Працездатний вік | Постпрацездатний вік |
| -------- | ------- | ------------------ | ---------------- | -------------------- |
| Чоловіки | 44      | 10                 | 26               | 8                    |
| Жінки    | 34      | 3                  | 18               | 13                   |
| Разом    | 78      | 13                 | 44               | 21                   |